# Daniel Pellegrin
Pour les articles homonymes, voir Pellegrin.
Daniel Pellegrin, dit Pelo, né le 9 août 1945 à Villars, est un raseteur français, vainqueur de la Cocarde d'or.

## Biographie
Il s'est confronté de manière récurrente au taureau Goya, qui l'a blessé dans les arènes de Lunel. Il a reçu le diplôme d'honneur de la FFCC en 2000. Il est membre actif du bureau des Anciens raseteurs. Il vit à Plan-d'Orgon. Le Trophée Daniel Pellegrin de Mouriès porte son nom. Il a animé une émission tauromachique sur Radio Beaucaire intitulée Le Cercle rouge.
De 2004 à 2006, il préside le Club des anciens razeteurs, puis continue de prendre part à son bureau.

### Palmarès
- Cocarde d'or : 1970[7]
- Trophée des commerçants et artisans de Caissargues : 1971[8]

## Publication
- Daniel Pellegrin et Pierre de Potter, Mon ami Pelo ou la passion du raset : Carnets de notes de D. Pellegrin, Nîmes, CPLM, coll. « Camargue et traditions », 1996 (présentation en ligne)